# 怪鸭历险记
《伯爵鴨》（Count Duckula）是一部英國动画片，於1988年9月6日首播，共65集，每集约22分钟。

## 在华语圈的播出状况

### 中国大陆
- 本片由江苏电视台1991年4月译制并在各地方电视台播出，题为《怪鸭历险记》。
- 译制职员
  - 翻译: 张旭和 李立波 姜燕燕 陈昆
  - 译制导演: 徐建光
  - 录音合成: 马新庆
  - 责任编辑: 蔡翔翔
  - 旁白： 韩振华 戈弋

### 台灣
- 台灣電視公司曾於1989年（民國78年）引進播出，題爲《伯爵鴨》。

### 香港
- 無線電視翡翠台曾於1989年播出，題爲《殭屍奇鴨》。

## 剧情介绍
主人公达寇拉伯爵是一只吸血鸭子，居住在特兰斯瓦尼亚城堡里。像其他吸血鬼一样，曝晒于阳光之下或者被木桩刺透心脏对他来说都是致命的，但一种古老而神秘的仪式能够使他再次复活。不过最近一次仪式举行的时候，他的管家，一只名叫雨果（Igor）的秃鹫不小心把本该倒入棺材的人血错拿成了婻妮（Nanny）递给他的番茄酱，结果复活后的达寇拉伯爵就变成了一只素食主义、神经大条的鸭子。

## 主要人物
- 伯爵堡（Castle Duckula）

念动咒语可以瞬间移动的城堡，不過有時間限制。主人公住的地方。
- /达寇拉伯爵（Count Duckula）（配音：黄健强（港）、符爽（台灣））

牠不是個普通的鴨子，而是一個有著貴族血統的家族。「伯爵鴨」這個尊貴的頭銜世代相傳，歷百年而不衰。家族中每一份子皆以凶猛、嗜殺、冷酷及厭惡陽光而聞名，但因為基因的某種突變，這一代卻一反常態，與其祖先大不相同，是一個和善、貪玩、重感情、酷愛陽光以及喜歡吃素的異類。
- 禿鷹/依戈（Igor）（配音：周鸾（港））

最忠實的僕人之一，個性陰沉多慮，總是絞盡腦汁想要誘發出伯爵鴨的吸血本性。
- 奶媽/南妮（Nanny）（配音：林丹凤（港）、盧敘榮（台灣））

身軀肥胖有一只翅膀受傷的母雞，是仁慈又脫線的傻大個兒。她將伯爵鴨視為『小寶貝』，照顧的無微不至。喜歡撞塌牆壁而入，不喜歡走正門。
- 阿房博士/葛斯威恩博士（Dr Von Goosewing）（配音：张炳强、张英才（港））

一只戴眼鏡的呆頭鵝，處心積慮地想除掉伯爵鴨的瘋狂科學家。